# Marlene Dumas
Pour les articles homonymes, voir Dumas.
Marlene Dumas, née le 3 août 1953 au Cap, est une artiste néerlandaise et sud-africaine.

## Biographie
Née en 1953 à Kuils River, Marlène Dumas quitte son pays natal (l'Afrique du sud) à 23 ans et part pour les Pays-Bas en 1976, où elle entreprend des études artistiques aux Ateliers '63 de Haarlem. Elle s'oriente ensuite vers la psychologie à l'université d'Amsterdam, avant d'exposer ses travaux pour la première fois à Paris en 1979. « Quelqu'un me fit remarquer un jour que je ne pouvais pas être à la fois sud-africaine et hollandaise, il fallait que je choisisse. Mais je ne veux pas être les deux, je veux être plus », précise-t-elle.
Trois ans plus tard, l'artiste est invitée à participer à la documenta VII de Cassel, et participe à l'exposition « Du concept à l'image » organisée au musée d'Art moderne de la Ville de Paris en 1994. Son œuvre est ensuite mise à l'honneur dans le cadre de « Féminin-Masculin, le sexe de l'art » et dans la galerie d'art graphique du centre Pompidou en 2001, qui présente une rétrospective consacrée à son travail sur papier.
Teintés d'expressionnisme, ses toiles et ses dessins explorent des thèmes aussi divers que l'histoire de l'art et de la littérature, la sexualité, le racisme et l'Afrique. La religion, ainsi que les notions de culpabilité et de pardon, sont en outre des notions récurrentes, comme l'atteste « Jesus Serene », une suite de vingt-et-un portraits du Christ. En outre, c'est dans une perspective sociale et sexuée que Marlène Dumas peint la nudité, mais aussi des portraits d'enfants malades ou des corps violentés, puisant aussi bien dans des magazines que dans des cartes postales. Souvent dépouillées, ses œuvres révèlent alors le corps humain dans toute sa poésie et sa déchéance.
En 2015, Marlène Dumas présente une exposition personnelle à la Tate Modern, et à la Fondation Beyeler, à Bâle. En 2022 et 2023, elle expose une centaine de toiles au Palais Grassi, à Venise.
Le 14 mai 2025 sa toile Miss January, peinte en 1997, est adjugée pour 13,6 millions de dollars chez Christie's lors d'une vente aux enchères à New York, ce qui en fait alors l'œuvre la plus chère jamais vendue pour une artiste femme vivante.

## Aspects de l'œuvre
Les dessins et peintures de Marlene Dumas s’inscrivent dans la tradition expressionniste. Elle y mêle une distanciation contrôlée, manifeste dans les titres, précis et incisifs, qu’elle donne à ses œuvres. Pour elle, « mots et images sont logés à la même enseigne. Il n’y a aucune pureté à protéger. »
Dans sa peinture, et plus encore dans ses dessins, la thématique du corps humain lui permet de traiter les thèmes essentiels de l'existence — la mort, la violence, la sexualité —, avec une grande économie de moyens. S’y superposent des questionnements liés à sa propre histoire : le monde de l’art, le racisme et l’Afrique.
Elle travaille d’après des photographies qu'elle prend elle-même, des documents glanés dans des magazines ou des cartes postales. Elle questionne le travail et le corps, un corps plus souvent confronté à des désirs obscurs, corps humilié, corps offert, dans une perspective sociale et sexuée ; un corps qui se heurte à sa représentation.
Elle utilise le plus souvent le système du glacis avec des motifs de l’histoire de l’art et de la littérature, qui servent de point de départ pour sa composition picturale. En plus du titre, elle insère dans le tableau des mots ou des phrases entières, qui placent ses motifs dans un champ de tensions polysémiques.
Cette stratégie artistique ne débouche pas sur une forme d’expressionnisme qui tenterait à faire croire à une authenticité première. Ce qui est actif dans ses tableaux, c’est une sorte de sentiment réfléchi, d’une certaine sensualité, mais riche de sens.
L’œuvre de Marlene Dumas reste une œuvre très simple, voire dépouillée : un visage, un corps, quelques couleurs, le plus souvent délavées. Avec des moyens limités, elle crée des tableaux aussi excessifs par leur sujet que dans leur dynamique. Elle peint une troupe interminable de corps nus, saisis dans des poses pornographiques, comme elle portraiture aussi des enfants malades, des corps torturés, des victimes de la terreur.
Toute sa carrière, Marlene Dumas a frayé un chemin avec le danger et la catastrophe, bien avant que ces sujets ne deviennent courants dans l’art contemporain. Elle a aussi exploré les liens qui unissent passion et violence sans vraiment dévoiler ses intentions.
Marlene Dumas est une peintre limpide, mais ses personnages, sortes de créatures étranges, semblent se tenir dans une zone obscure. Ses œuvres sont clairement provocatrices, mais ses portraits n’en demeurent pas moins mystérieux et ambigus.
Elle s’est aussi fait connaître grâce à ses réflexions très personnelles sur l’esthétique.

## Expositions (sélection)
- « Le Spleen de Paris » et « Conversations », musée d'Orsay, Paris, 2021--22[7]
- « Marlene Dumas, The Image as Burden », Fondation Beyeler, Bâle, 2015
- Biennale de Sydney, Sydney, 2000
- « Africus », Biennale de Johannesburg, Johannesburg, 1995
- Biennale de Venise, pavillon hollandais, Venise, 1995
- « Miss Interpreted », Stedelijk Museum, Eindhoven, Pays-Bas, 1992

## Publications (sélection)
- Marlene Dumas, Éditions Phaidon Book, Londres, 1999

### Presse
- (en) Figuring Marlene Dumas sur nytimes.com